# متلازمة فيس
متلازمة فيس  (بالإنجليزية PHACE syndrome) هي حالة جلدية تتميز بوجود تشوهات خلقية متعددة ، يشير ترميز فيس PHACE الموافق لاسم المتلازمة إلى اضطرابات تشكل الحفرة القحفية الخلفية P ، الورم الوعائي H ، الإصابات الشريانية A ، واضطرابات القلب C، واضطرابات العين E.
لابد من أخذ المتلازمة في اعتبار التشخيص لاسيما عند الأطفال ذوي الأورام الوعائية صفائحية الشكل، إذ يجب أن يتلقى الأطفال الذين يعانون من المظاهر الجلدية الموافقة هذه إلى تقييما دقيقا للعين والقلب والأعصاب.
وفقاً لدراسة أُجريت على الرضع المصابين بالأورام الوعائية صفائحية الشكل فإن الثلث منهم يعاني من مظاهر غير جلدية تتفق مع تشخيص متلازمة فيس وأكثرها شيوعا هي شذوذ واختلال الأوعية الدموية الدماغية والأوعية الدموية القلبية.

## العلامات والأعراض
عادة ما تكون الأورام الوعائية المرتبطة بمتلازمة فيس صغيرة أو غير مرئية عند الولادة، ولكن يسهل رؤيتها خلال الأيام حتى الأسابيع الأولى من الحياة، ويمكن أن تنمو بسرعة. إن الأورام الوعائية المرتبطة بمتلازمة «فيس» تميل غالباً لأن تغطي مساحات واسعة من الوجه، الرأس أو العنق، وتكون إما على هيئة آفة واحدة موضعية أو عدة آفات متنوعة.
وقد يعاني المرضى المصابون بالمتلازمة من أعراض أخرى قد تشمل:
- تشوهات القوس الأبهري
- ضيق أو نمو غير طبيعي أو عدم وجود شريان دماغي رئيسي
- ظهور الشريان ثلاثي التوائم بشكل مرئي، وهو شريان مهم يمد الدماغ بالغذاء أثناء نمو الجنين، وبعد الولادة بالإضافة إلى شرايين أخرى.
- تشوهات المخيخ
- جلطات دموية في الأوعية الدموية حول القلب والدماغ
- بنية غير طبيعية في الجزء الخلفي للعين.
- وجود عظم قص غير طبيعي
- فجوات في الجدار بين البطينين الأيمن والأيسر للقلب
- تشوهات الغدة النخامية والغدة الدرقية[7]

### المضاعفات
بازدياد نمو الأورام الوعائية قد ينهار الجلد أو تتشوه ملامح الوجه أو حتى قد تسبب بإعاقة الوظائف الحيوية الأخرى مثل التنفس والرؤية والسمع، أما المضاعفات الأخرى فحصولها متوقف على الأجزاء الأخرى المتأثرة، وهذا قد يتضمن التأخر في النمو ونوبات الصرع والصداع واختلال التنسيق العضلي في حالة تأثر الدماغ.

## السبب
إن السبب الذي يكمن وراء حصول هذه المتلازمة غير معروف حالياً، في حين أن الباحثون يعتقدون أنه ناتج عن طفرة فسيفسائية جسدية لاحقة أو طفرة يمكن أن تحدث على أي كروموسوم جسمي.
بسبب النمط الفسيفسائي للجينات قد يكون من الصعب تحديد السبب في حصول المتلازمة إذ أن جزءًا من الخلايا في الجسم يحتوي على الحمض النووي المتحور بينما يحتوي الباقي على سلاسل الحمض النووي الغير متأثرة، وليست العوامل الوراثية المتعددة وحدها مسؤولة عن ظهور هذا الاضطراب بل أيضًا العوامل البيئية

## التشخيص
بما أن العلامة المميز لمتلازمة «فيس» هي ورم وعائي في الوجه فإن الرضع الذين يلدون بهكذا علامات يجب أن يخضعو لفحص لتشخيص أو استبعاد الإصابة بالمتلازمة. سلسلة من الفحوصات تشمل الفحص الشعاعي ولاسيما صورة الرنين المغناطيسي MRI أوتصوير الأوعية بالرنين المغناطيسي MRA للرأس والرقبة والصدر، يتبع فحصوات التصوير قيام الطبيب بسلسلة من فحوصات الإيكو للقلب (التصوير بالصدى للقلب) وذلك من أجل الكشف عن شذوذات محتملة. وإذا ثبت وجود شذوذات عند القيام بالفحوصات فإنه يمكن القول أن الرضيع قد يعاني من متلازمة فيس.

## العلاج
لا يوجد علاج أو بروتوكول محدد لعلاج هذا الاضطراب نظراً لندرة حدوثه، كما لا يوجد تجارب سريرية أجريت على من أصيبوا بمتلازمة فيس، لذلك لسنا مدركين لمدى سلامة أو احتمالية العلاج لهذا المرض، وفي الوقت الحالي يمكننا أن نجد سلسلة من التقارير الفردية للمصابين.
يعالج الأطباء متلازمات معينة مرتبطة بالمرض حيث يهدفون إلى تحسين نوعية حياة المرضى، تتضمن التوصيات المتبعة عادةً تعاون عدد الأخصائيين. حيث أن الإختصاصات الطبية المتعلقة بالتوصيات تتضمن على سبيل المثال لا الحصر: أخصائيو الأمراض الجلدية وعلاجها وأطباء العيون واخصائيو القلب وأخصائيو الغدد الصماء أطباء الأعصاب أو جراحو الأعصاب، أخصائيو الأذن والأنف والحنجرة وأطباء الأسنان وأخصائيو أمراض النطق والأطباء النفسيين وغيرهم الكثير 

### الإدارة
تحتاج متلازمة فيس إلى أن تُدار من قبل فريق متعدد التخصصات من الخبراء وإلى تدخل تخصصات إضافية مثل أمراض القلب وطب العيون وطب الأعصاب وجراحة الأعصاب كما يولي فريق الخبراء اهتمامًا وثيقًا لكيفية تطور هؤلاء الأطفال طوال فترة عمر المدرسة
كتيب متلازمة فيس - د. بيث دروت
في عام 2013، تشكل مجتمع لمتلازمة فيس لتطوير الكيان غير الربحي من أجل رفع مستوى الوعي حول الحالة ودعم المرضى وأسر المصابين بهذه الحالة وجمع الأموال لدعم البحث فيما يخص الأسباب والعلاج.

## التاريخ
متلازمة فيس هي ارتباط نادر بين الأورام الوعائية الكبيرة في الطفولة التي تصيب الوجه عادة والعيوب الخلقية في الدماغ والقلب والعينين والجلد أو الشرايين، إنه لفظ مختصر يشير إلى الأسماء الطبية لأجزاء الجسم التي غالبًا ما يؤثر عليها:
- تشوهات الحفرة الخلفية وغيرها من تشوهات الدماغ الهيكلية
- ورم وعائي (أورام) في منطقة وجه عنق الرحم
- تشوهات الشرايين الدماغية
- عيوب القلب، تضيق الأبهر وتشوهات الأبهر الأخرى
- تشوهات العين

في بعض الأحيان يتم إضافة "S" إلى PHACE مما يجعل الاختصار PHACES وأضيف حرف "S" لكي يشير إلى «العيوب عظم القص» و / أو «ثلم ما فوق السرة».
في عام 1993 أُبلغ عن وجود ارتباط بين الأورام الوعائية الكبيرة في الوجه وعيوب الدماغ بين 9 أفراد، بعدها بثلاث سنوات ُنشرت دراسة أكبر للحالة وأظهرت نطاقًا أوسع من مجموعة التشوهات  ، إذ صاغ لأول مرة كل من الدكتور فيل ريس والدكتورة ايلونا ارتباط التشوهات واختصروها بعبارة PHACES في عام 1996، مما جعلها متلازمة معروفة حديثا.
تُشخص بشكل عام من خلال الفحص الجسدي، إلى جانب تصوير الرأس والصدر وفحص العين.
كذلك تُعدهذه المتلازمة بأنها أكثر شيوعًا بين الرضع الإناث.
تختلف نوعية الحياة على المدى الطويل بين المصابون.
يمكن أن تستمر مرحلة نمو الورم الوعائي الدموي في أي مكان من 6 إلى 18 شهرًا. ثم يبدأ الإنكماش أو الشفاء من الورم الوعائي، الليزر والعمليات الجراحية الأخرى لها القدرة على احداث التأثير الإيجابي الجذري على المظهر. وقد يبقى أي ضرر أو عيوب ناجمة عن الورم الوعائي بعد فترة طويلة من انحساره، والصداع النصفي شائع، كما هو الحال مع تأخرات النمو والتطور.